# Pocahontas, Iowa
Pocahontas är administrativ huvudort i Pocahontas County i den amerikanska delstaten Iowa. Orten fick sitt namn efter indianhövdingen Powhatans dotter Pocahontas.